# Tomáš Koubek
Tomáš Koubek (* 26. August 1992 in Hradec Králové, Tschechoslowakei) ist ein tschechischer Fußballtorhüter. 

## Karriere

### Verein
Koubek begann mit 14 Jahren das Fußballspielen bei FC Hradec Králové. Als der Verein im Jahre 2010 in die erste Liga aufgestiegen war, kam er in seiner ersten Saison nur zu zwei Einsätzen und hatte damit wenig Anteil daran, dass der Neuling die Klasse halten konnte. In der nächsten Saison kam er dann schon zu 13 Ligaeinsätzen, in denen er viermal ohne Gegentor blieb. Erneut konnte die Klasse gehalten werden, wenn auch knapper als zuvor. 2012/13 blieb er in 20 Ligaspielen viermal ohne Gegentor, stieg mit seiner Mannschaft aber als Tabellenletzter ab. In der darauf folgenden Zweitligasaison blieb er in 13 Spielen sechsmal ohne Gegentor und stieg als Vizemeister wieder in die erste Liga auf. Dort blieb er in 26 Spielen wieder sechsmal ohne Gegentor, stieg aber als Tabellenvorletzter sofort wieder ab.
2015 bekam er im Juli einen Vertrag beim tschechischen Rekordmeister Sparta Prag, wurde aber zunächst nur an den Ligakonkurrenten Slovan Liberec verliehen. Liberec war als Pokalsieger für die 3. Qualifikationsrunde zur UEFA Europa League 2015/16 qualifiziert, die sie ebenso wie die Playoffs überstanden und die Gruppenphase erreichten. Dabei kassierte er in vier Qualifikationsspielen nur ein Gegentor. In der Gruppenphase konnte er nur zweimal sein Tor sauber halten und als Dritte hinter Sporting Braga und Olympique Marseille schied er mit seiner Mannschaft aus. In der Liga belegte Liberec den dritten Platz, wozu er mit acht gegentorlosen Spielen von insgesamt 25 Spielen einen kleinen Anteil hatte. Als Dritte waren sie für die 3. Qualifikationsrunde zur UEFA Europa League 2016/17 qualifiziert, die Ende Juli 2016 begann. In dieser stand er aber wieder für Sparta im Tor und half mit die Gruppenphase zu erreichen, in der sich die Tschechen als Gruppensieger durchsetzten. Endstation war dann im Achtelfinale gegen den russischen Vizemeister FK Rostow. Zur Saison 2017/18 wechselte er zum französischen Erstligisten Stade Rennes und wurde dort Stammtorwart. In der Saison 2018/19 gewann er mit Stade Rennes den französischen Pokal.
Am 6. August 2019 gab der FC Augsburg die Verpflichtung Koubeks bekannt, bei dem er einen Fünfjahresvertrag bis 30. Juni 2024 unterschrieb. In seinem ersten Pflichtspiel schied er gleich mit dem FC Augsburg gegen den SC Verl in der ersten Runde des DFB-Pokals aus. In der Bundesliga bestritt er die Saison zunächst als Stammtorhüter, ehe er ab dem 25. Spieltag sowohl unter Cheftrainer Martin Schmidt wie auch später unter dessen Nachfolger Heiko Herrlich seinen Platz an Andreas Luthe verlor. Nachdem Luthe anschließend im Sommer 2020 den Verein verlassen hatte, erhielt der stattdessen neu verpflichtete Rafał Gikiewicz den Vorzug als Stammtorhüter vor Koubek. Auch nachdem Gikiewicz zur Saison 2023/24 nach dem Auslaufen seines nicht verlängerten Vertrages in die Türkei gewechselt war, wurde Koubek nicht Stammtorhüter, sondern der vom 1. FSV Mainz 05 nach Augsburg gewechselte Finn Dahmen. Im Sommer 2024 wurde sein Vertrag nicht verlängert. Nach über sechs Monaten Vereinslosigkeit unterschrieb der Torhüter dann am 11. Januar 2025 einen Vertrag bei seinem ehemaligen Klub, dem heimischen Erstligisten Slovan Liberec.

### Nationalmannschaft
Koubek durchlief alle tschechischen Juniorenmannschaften ab der U19. Mit der U19-Mannschaft überstand er im Mai 2011 die zweite Qualifikationsrunde für die Europameisterschaft 2011, wobei er in drei Spielen nur ein Gegentor kassierte. Bei der Endrunde im Juli blieb er zwar nur einmal ohne Gegentor, erreichte mit seiner Mannschaft aber das Finale, das erst in der Verlängerung mi 2:3 gegen Rekordmeister Spanien verloren ging. 
Mit der U21 nahm er an den Playoffs zum Abschluss der Qualifikation zur Europameisterschaft 2013 teil. Nach einer 0:2-Heimniederlage gegen Russland war das 2:2 im Rückspiel nicht ausreichend, um die Endrunde zu erreichen. 2015 nahm er dann an der Heim-EM teil, bei der die Mannschaft aber in der Gruppenphase ausschied und damit auch die Teilnahme an den Olympischen Spielen 2016 verpasste.
Im November 2015 wurde Koubek nach der gesicherten Qualifikation für die EM 2016 erstmals zur A-Nationalmannschaft eingeladen, kam aber bei den beiden Spielen nicht zum Einsatz. Am 24. März 2016 hatte er dann beim mit 0:1 gegen Schottland verlorenen Freundschaftsspiel seinen ersten Einsatz in einem A-Länderspiel. Er stand dabei in der Startelf und spielte über 90 Minuten.
Am 19. Mai wurde er in den vorläufigen EM-Kader mit 28 Spielern berufen und dann auch für den endgültigen Kader berücksichtigt. Am 27. Mai wurde er beim 6:0 im Testspiel gegen Malta zur zweiten Halbzeit für Stammtorhüter Petr Čech eingewechselt und vier Tage später als zweiter Ersatztorwart für den endgültigen EM-Kader nominiert. Zum Einsatz kam er aber nicht. Nach der EM und dem Rücktritt von Stammtorhüter Petr Čech wurde Tomáš Vaclík die neue Nummer 1 im tschechischen Tor für die Qualifikation zur WM 2018 und Koubek kam nur in drei Freundschaftsspielen zum Einsatz, in denen er zweimal ohne Gegentor blieb. Da die Tschechen die Qualifikation verpassten, war eine WM-Teilnahme auch für ihn zunächst nicht möglich.
Bei der Europameisterschaft 2021 stand er im tschechischen Aufgebot, das im Viertelfinale gegen Dänemark ausschied. Beim Turnier kam er jedoch zu keinem Einsatz. Zuletzt stand er am 19. November 2022 bei einer 1:2-Testspielniederlage gegen die Türkei zwischen den Pfosten der Auswahl.

## Erfolge
Stade Rennes
- Französischer Pokalsieger: 2019

Nationalmannschaft
- U19-Vizeeuropameister: 2011